# Dare Dare Motus
Cet article concerne la série originale. Pour le remake de 2015, voir Danger Mouse, agent très spécial.
Dare Dare Motus (Danger Mouse) est une série télévisée d'animation britannique composée initialement de 89 épisodes de 25 minutes, créée par Brian Cosgrove et Mark Hall et diffusée entre le 28 septembre 1981 et le 19 mars 1992 sur le réseau ITV.
En France, seuls 26 épisodes doublés ont été diffusés à partir du 15 septembre 1982 dans l'émission Croque-Vacances sur TF1, et rediffusés sur Canal J.
 
Au Québec, la série a été diffusée à partir du 2 septembre 1989 sur Canal Famille.
Un reboot de la série existe depuis 2015 : Danger Mouse, agent très spécial.

## Synopsis
Dare Dare Motus est une souris agent secret qui, accompagnée de son ami Panikar le hamster, mène les dangereuses missions que lui confie son supérieur, le colonel K.

## Voix françaises
- Roger Carel : Dare Dare Motus et Stiletto
- Albert Augier : Panikar et Canarcula
- Jean-Henri Chambois : le colonel K

Le générique de la série en français est chanté par Lionel Leroy.
 Source et légende : version française (VF) sur RS Doublage

## Personnages

### Les protagonistes
- Dare Dare Motus (Danger Mouse) : le héros de la série, la « souris aérodynamique ».
- Panikar (Ernest Penfold) : un hamster, fidèle compagnon de Dare Dare Motus.
- Le colonel K : le chef de Dare Dare Motus. C'est un morse, qui est à la tête des services secrets britanniques.

### Les antagonistes
- Le baron Dovert (Baron Silas Greenback) : le crapaud, le plus grand ennemi de Dare Dare Motus, qui a pour ambition de conquérir le monde. Il est toujours accompagné de sa chenille blanche poilue.
- Stiletto (Stiletto Mafiosa) : corbeau à l'accent italien, Stitello est le bras-droit du baron Dovert.
- Le comte Canarcula (Count Duckula) : un canard vampire, dont le succès inspirera une série dérivée, Comte Mordicus.

## Commentaires
Cette série est une parodie des films et séries d'agents secrets britanniques, tels James Bond ou John Drake (l'agent secret de Destination Danger (Danger Man)) ; d'ailleurs, le titre original de la série animée, Danger Mouse, est une allusion directe à Danger Man. Les références aux productions de l'époque sont très nombreuses (parodie de Alien ou de Doctor Who, entre autres) et s'adressaient autant à un jeune public qu'aux adultes.

## DVD
La série a fait l'objet de plusieurs éditions en France et à l'étranger :
- France :
  - Dare Dare Motus Saison 1 Coffret cartonné contenant 4 boîtiers slim sorti le 24 août 2007 chez L.C.J. Editions et Productions. Le ratio image est en 1.33:1 plein écran en audio Français 2.0 Dolby Digital. 11 épisodes de la saison 1 sont présents. Pas de suppléments disponibles. Il s'agit d'une édition Zone 2 Pal [2].
- États-Unis :
  - Danger Mouse Seasons 1 & 2 Coffret cartonné contenant 2 boîtiers DVD sorti le 31 mai 2005 chez A&E Home Vidéo. Le ratio image est en 1.33:1 plein écran en audio Anglais Stéréo. 20 épisodes sont présents. En bonus le pilote inédit The Mystery of the Lost Chord et des fiches personnages. Il s'agit d'une édition Zone 1 NTSC [3].
  - Danger Mouse Seasons 3 & 4 Coffret cartonné contenant 2 boîtiers DVD sorti le 25 octobre 2005 chez A&E Home Vidéo. Le ratio image est en 1.33:1 plein écran en audio Anglais Stéréo. 14 épisodes sont présents. En bonus des fiches personnages et le thème chanté karaoké. Il s'agit d'une édition Zone 1 NTSC [4].
  - Danger Mouse Seasons 5 & 6 Coffret cartonné contenant 2 boîtiers DVD sorti le 28 mars 2006 chez A&E Home Vidéo. Le ratio image est en 1.33:1 plein écran en audio Anglais Stéréo. 37 épisodes sont présents. Pas de bonus disponibles. Il s'agit d'une édition Zone 1 NTSC [5].
  - Danger Mouse Seasons 7 - 10 Coffret cartonné contenant 3 boîtiers DVD sorti le 26 septembre 2006 chez A&E Home Vidéo. Le ratio image est en 1.33:1 plein écran en audio Anglais Stéréo. 21 épisodes sont présents. En bonus les épisodes One Stormy Night et Town Hall Terrors de la série Comte Mordicus, option de générique alternatif en américain, Karaoké du thème musical et fiches personnages. Il s'agit d'une édition Zone 1 NTSC [6].
  - Danger Mouse The Complete Series Coffret cartonné contenant 4 boîtiers DVD sorti le 28 août 2007 chez A&E Home Vidéo. Il reprend les mêmes caractéristiques que les précédents volets. Au total 89 épisodes sur 9 disques avec les mêmes suppléments. Il s'agit d'une édition Zone 1 NTSC [7].
- Royaume-Uni :
  - Danger Mouse Clouse Encounters of the Absurd Kind DVD sorti le 5 mars 2001 chez Freemantle. Le ratio image est en 1.33:1 plein écran en audio Anglais Stéréo. 6 épisodes sont présents. En supplément l'épisode No Sax Please, We're Egyptian ! de la série Comte Mordicus. Biographies des personnages. Il s'agit d'une édition Zone 2 Pal. (ASIN B000059RGL).
  - Danger Mouse Saves the World... Again ! DVD sorti le 4 juin 2001 chez Freemantle. Le ratio image est en 1.33:1 plein écran en audio Anglais Stéréo. 6 épisodes sont présents. Pas de suppléments inclus. Il s'agit d'une édition Zone 2 Pal. (ASIN B000059RKO).
  - Danger Mouse The Great Bone Idol DVD sorti le 4 octobre 2004 chez Prism Leisure Corporation. Le ratio image est en 1.33:1 plein écran en audio Anglais Stéréo. 6 épisodes sont présents. En bonus le pilote The Mystery of the Lost Chord. Il s'agit d'une édition Zone 2 Pal. (ASIN B00005NI2O).
  - Danger Mouse Project Moon DVD sorti le 11 mars 2002 chez Freemantle. Le ratio image est en 1.33:1 plein écran en audio Anglais Stéréo. 8 épisodes sont présents. En bonus les chansons de la série. Il s'agit d'une édition Zone 2 Pal. (ASIN B000062Y5U).
  - Viva Danger Mouse DVD sorti le 9 septembre 2002 chez Freemantle. Le ratio image est en 1.33:1 plein écran en audio Anglais Stéréo. 8 épisodes sont présents. En bonus la liste des acteurs qui doublent la série. Il s'agit d'une édition Zone 2 Pal. (ASIN B00006HCPZ).
  - Danger Mouse Who Stole the Bagpipes ? DVD sorti le 10 mars 2003 chez Freemantle. Le ratio image est en 1.33:1 plein écran en audio Anglais Stéréo. 8 épisodes sont présents. En bonus le pilote The Mystery of the Lost Chord. Il s'agit d'une édition Zone 2 Pal. (ASIN B00008DI4O).
  - Danger Mouse Rogue Robots DVD sorti le 4 septembre 2006 chez Freemantle. Le ratio image est en 1.33:1 plein écran en audio Anglais Stéréo. 9 épisodes sont présents. En bonus un quiz et une galerie photos. Il s'agit d'une édition Zone 2 Pal. (ASIN B000HA46I0).
  - Danger Mouse The Spy Who Stayed in with a Cold DVD sorti le 4 septembre 2006 chez Freemantle. Le ratio image est en 1.33:1 plein écran en audio Anglais Stéréo. 9 épisodes sont présents. En bonus une galerie de photos et le jeu Where's Penfold ?. Il s'agit d'une édition Zone 2 Pal. (ASIN B000HA46IA).
  - Danger Mouse The Hickory Dickory Dock Dilemma DVD sorti le 4 septembre 2006 chez Freemantle. Le ratio image est en 1.33:1 plein écran en audio Anglais Stéréo. 7 épisodes sont présents. En bonus une galerie photos et un jeu Can you drive DM's Car to Savety ?. Il s'agit d'une édition Zone 2 Pal. (ASIN B000HA46IK).
  - Danger Mouse The Ultra Secret Secret DVD sorti le 4 septembre 2006 chez Freemantle. Le ratio image est en 1.33:1 plein écran en audio Anglais Stéréo. 7 épisodes sont présents. En bonus une galerie photos et une interview de Mark Hall. Il s'agit d'une édition Zone 2 Pal. (ASIN B000HA46J4).
  - Danger Mouse The Statue of Liberty Caper DVD sorti le 4 septembre 2006 chez Freemantle. Le ratio image est en 1.33:1 plein écran en audio Anglais Stéréo. 8 épisodes sont présents. En bonus une galerie de photos et les coulisses du film Splash. Il s'agit d'une édition Zone 2 Pal. (ASIN B000HA46JE).
  - Danger Mouse Rhyme and Punishment DVD sorti le 4 septembre 2006 chez Freemantle. Le ratio image est en 1.33:1 plein écran en audio Anglais Stéréo. 7 épisodes sont présents. Une galerie de photos et les coulisses de la série. Il s'agit d'une édition Zone 2 Pal. (ASIN B000HA46JY).
  - Danger Mouse - 25th Anniversary Edition Coffret en carton métallisé contenant les 12 disques précédemment édités sorti le 4 septembre 2006 chez Freemantle. Les caractéristiques techniques sont donc les mêmes. Le coffret contient les 89 épisodes ainsi qu'un livret sur les productions Cosgrove-Hall. Il s'agit d'une édition Zone 2 Pal. (ASIN B000HA46K8).
  - Danger Mouse - The Complete Collection Coffret de 10 DVD sorti le 26 septembre 2011 chez Freemantle. Le ratio image est en 1.33:1 plein écran en audio Anglais Stéréo. Les bonus sont identiques à l'édition précédente soit l'intégralité des 89 épisodes dans l'ordre de diffusion originale ainsi que plusieurs nouveaux documentaires exclusifs : Danger Mouse & Friends, des interviews des créateurs ainsi que des coulisses de la série inédits. (ASIN B0052MDACG).